# Gérard Rué
Gérard Rué (Rennes, 7 luglio 1965) è un ex ciclista su strada e dirigente sportivo francese.
Professionista dal 1987 al 1997, vinse una edizione del Tour Méditerranéen e una del Grand Prix du Midi Libre. Fu inoltre per due volte secondo alla Freccia Vallone nel 1992 e nel 1993, battuto in entrambe le occasioni da ciclisti italiani: Giorgio Furlan e Maurizio Fondriest.

## Carriera
Passò professionista nel 1987, formazione che aveva come capitani Laurent Fignon e Charly Mottet per le corse a tappe e Marc Madiot per quelle in linea, diretta da Cyrille Guimard.
Appena approdato alla massima categoria riuscì immediatamente a conquistare un successo centrando la vittoria nel Duo Normand, una cronometro a coppie corsa con il compagno di squadra Thierry Marie.
In questa stessa stagione arrivò secondo al Tour de la Communauté Européenne dietro al capitano Fignon, dando dimostrazione delle sue buone attitudini per le corse a tappe.
L'anno successivo si aggiudicò una tappa in una breve corsa a tappe francese, il Grand Prix du Midi Libre, e prese parte alle sue prime grandi classiche di Coppa del mondo come Parigi-Roubaix e Parigi-Tours.
Il 1989 fu l'anno del salto di qualità: vinse due frazioni in altrettante importanti brevi corse a tappe francesi e si aggiudicò il Tour du Haut-Var, concluse al secondo posto il Grand Prix du Midi Libre, al quinto la Parigi-Nizza e al sesto la Milano-Sanremo. 
Venne quindi selezionato, per la prima volta, per partecipare al Tour de France in appoggio a Fignon (in quella famosa edizione il forte corridore francese, in maglia gialla fino all'ultima tappa, perse la Grande Boucle per soli sette secondi da Greg LeMond nell'ultima e decisiva cronometro Versailles-Parigi).
Nel 1990 lo sponsor principale del team divenne la Castorama. Rué prese parte sia al Giro d'Italia sia al Tour de France concludendo le prove senza particolari acuti. I risultati migliori anche in questa stagione li ottenne nelle brevi corse a tappe transalpine, vinse infatti le classifiche generali di Tour Méditerranéen e Grand Prix du Midi Libre.
La stagione seguente cambiò squadra passando agli svizzeri della Helvetia. In questa formazione ebbe modo di gestirsi con maggiore autonomia potendo fare la sua corsa e non rimanendo sempre vincolato al ruolo di gregario dei capitani nelle prove a tappe, mentre in quelle in linea si mise spesso al servizio di Pascal Richard. Colse un solo successo, in una frazione della Tirreno-Adriatico (che concluse settimo assoluto), ma raccolse numerosi piazzamenti di valore: secondo al Critérium International ed alla La Poly Normande in Francia, terzo alla Tre Valli Varesine ed al Trofeo Laigueglia e sesto alla Milano-Sanremo in Italia.
Inoltre raggiunse il terzo posto, sua prima ed unica medaglia, ai Campionati francesi di ciclismo su strada, ed il decimo posto al Tour, suo primo ed unico piazzamento nei primi dieci in un Grande giro.
Dopo un solo anno all'Helvetia ritornò nelle file della Castorama. Vinse per la seconda volta il Tour du Haut-Var e fu protagonista di primo piano nelle classiche delle Ardenne: nella Freccia Vallone fu secondo, trovatosi nel gruppetto che nel finale si giocò la vittoria non poté resistere all'ultimo e decisivo attacco di Giorgio Furlan, alla Liegi-Bastogne-Liegi sesto.
Sulla stessa linea si ripeté anche nel 1993: giunse ancora secondo, battuto in maniera tuttavia più netta da Maurizio Fondriest alla Freccia Vallone, e concluse undicesimo la Doyenne. Venne convocato anche per i campionati del mondo che concluse all'ottavo posto.
Nel triennio 1993-1995 passò nelle file degli spagnoli della Banesto. In questa formazione ebbe il ruolo di gregario di Miguel Indurain accompagnandolo sia al Giro d'Italia sia al Tour de France. I suoi risultati personali furono meno rilevanti delle stagioni precedenti: oltre a quelli già citati del 1993, il secondo posto, dietro Richard nella ventunesima tappa della corsa rosa e l'ottavo posto alla Amstel Gold Race furono le prestazioni migliori nel biennio 1994-1995.
Concluse la carriera alla Gan correndo ancora un paio di stagioni ma senza grandi risultati se non qualche piazzamento in corse minori del panorama ciclistico francese.

## Palmarès
- 1986 (Dilettanti, una vittoria)

Circuit des Trois Provinces
- 1987 (Système U, una vittoria)

Duo Normand (Cronocoppie con Thierry Marie)
- 1988 (Système U, una vittoria)

6ª tappa Grand Prix du Midi Libre (Perpignan > Font Romeu)
- 1989 (Super U, tre vittorie)

Tour du Haut-Var
5ª tappa Parigi-Nizza (Tolone > Saint-Tropez)
6ª tappa 1ª semitappa Critérium du Dauphiné Libéré (Grenoble > Aix-les-Bains)
- 1990 (Castrorama, tre vittorie)

Grand Prix de Cannes
Classifica generale Tour Méditerranéen
Classifica generale Grand Prix du Midi Libre
- 1991 (Helvetia, una vittoria)

5ª tappa Tirreno-Adriatico (Montegranaro > Osimo)
- 1992 (Castrorama, due vittorie)

Tour du Haut-Var
5ª tappa Ronde van Nederland (Heyndhuysen > Gulpen)
- 1993 (Banesto, una vittoria)

1ª tappa Vuelta a los Valles Mineros (Siero > Gijón)

### Altri successi
- 1987 (Système U, una vittoria)

Prologo Tour de la Communauté Européenne (Roma > Roma, cronosquadre)
- 1989 (Super U, una vittoria)

2ª Tour de France (Lussemburgo > Lussemburgo, cronosquadre)
- 1991 (Helvetia, due vittorie)

Criterium di Brest
Criterium di Lamballe
- 1993 (Banesto, una vittoria)

Circuit de l'Aulne (Criterium)
- 1995 (Banesto, una vittoria)

Grand Prix Michel Lair - Criterium di Cherbourg
- 1996 (Gan, una vittoria)

Criterium di Nantes

## Piazzamenti

### Grandi giri
- Tour de France

1989: 35º
1990: ritirato (alla 10ª tappa)
1991: 10º
1992: 51º
1993: 46º
1994: 56º
1995: 41º
1997: squalificato (alla 14ª tappa)
- Giro d'Italia

1990: 59º
1992: 30º
1993: 31º
1994: 34º
- Vuelta a España

1987: fuori tempo massimo (alla ?ª tappa)
1997: 88º

### Classiche monumento
- Milano-Sanremo

1989: 8º
1991: 6º
1993: 70º
1994: 69º
1995: 115º
1996: 105º
Giro delle Fiandre
1995: 63º
- Parigi-Roubaix

1988: 31º
Liegi-Bastogne-Liegi
1989: 45º
1991: 22º
1992: 6º
1993: 11º
1994: 28º
1995: 26º
1997: 82º

### Competizioni mondiali
- Campionati del mondo

Colorado Springs 1986 - In linea dilettanti: 59º
Chambéry 1989 - In linea: ritirato
Utsunomiya 1990 - In linea: 43º
Stoccarda 1991 - In linea: 21º
Benidorm 1992 - In linea: 17º
Oslo 1993 - In linea: 8º
Duitama 1995 - In linea: ritirato